# Hans Schönbach
Hans Willy Schönbach (* 27. September 1910 in Tharandt; † 17. September 1984 in Kreischa) war ein deutscher Forstingenieur und Hochschullehrer.

## Leben und Werk
Schönbach war der Sohn von Hans Willy Schönbach und dessen Ehefrau Johanna Marie geb. Krieg. Er studierte nach dem Besuch der Oberschule in Dresden-Plauen ab 1930 Forstwissenschaften an der Forstlichen Hochschule Tharandt der Technischen Hochschule Dresden. Dort wurde er 1934 Diplom-Forstingenieur. Er trat in den Staatsdienst und wurde Referent an der Sächsischen Forstlichen Versuchsanstalt Tharandt. 1938 promovierte er zum Dr. forest.
Nach Ausbruch des Zweiten Weltkrieges 1939 wurde Schönbach zum Wehrdienst einberufen. Nach seiner Rückkehr war er zunächst als Waldarbeiter beim Forstamt Grillenburg und ab 1948 beim Forstverwaltungsdienst in Graupa tätig. 1951 erfolgte seine Berufung zum Lehrbeauftragten für Agrarbiologie an der Fakultät für Forstwirtschaft der Technischen Hochschule Dresden. 1952 wechselte Schönbach als Leiter der Abteilung Forstpflanzenzüchtung der Deutschen Akademie für Land- und Forstwirtschaft an das Institut für Forstwissenschaft in Tharandt, wo er 1955 zum Titularprofessor ernannt wurde. Ab 1971 war Schönbach Honorarprofessor für Forstgenetik und Pflanzenzüchtung an der Sektion Forstwirtschaft der späteren Technischen Universität Dresden. 1976 trat er in den Ruhestand.
Er war u. a. Mitglied der Arbeitsgemeinschaft für Forstgenetik.

## Schriften (Auswahl)
- Vergleichende Untersuchungen über die technischen Eigenschaften des Lärchenholzes bodenständiger und nichtbodenständiger Herkünfte. Berlin 1938.
- Wie wir Forstpflanzen züchten. Verlag Junge Welt, Berlin 1952.
- Lehrbriefe für das Fachschul-Fernstudium. Teil: Forstbotanik. Leipzig 1955.
- (Mitautor): Probleme der Waldökologie unter besonderer Berücksichtigung der Fichtenwirtschaft im Mittelgebirge. Berlin 1962.
- (Mitautor): Pestovanie zásoby lesného stromovia. Bratislava 1962.